# Billy (Loir-et-Cher)
Billy è un comune francese di 868 abitanti situato nel dipartimento del Loir-et-Cher nella regione del Centro-Valle della Loira.

## Geografia fisica

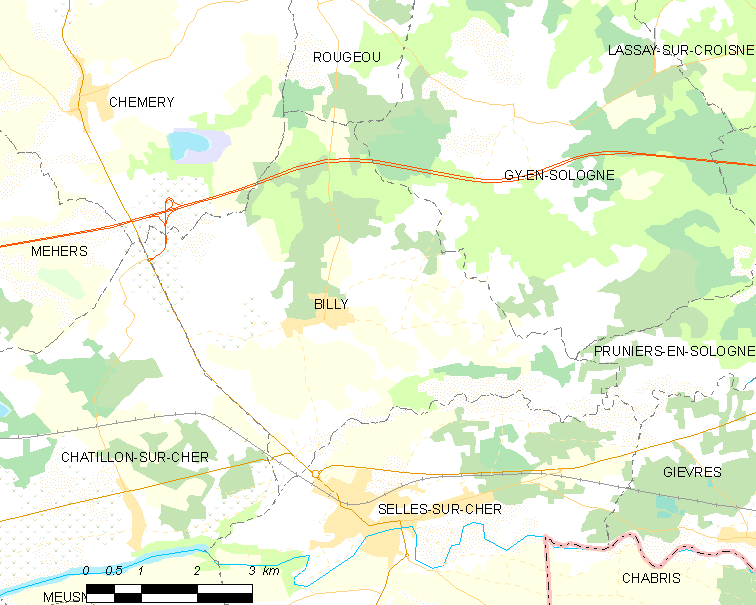
Situazione di Billy (Loir-et-Cher)

## Società

### Evoluzione demografica
Abitanti censiti